# Jakob Hoppener
Jakob auch Jakobus Hoppener (* Ende des 14. Jahrhunderts; † nach 1453 wohl in Lübeck) war ein urkundlich in Lübeck nachgewiesener Maler.

## Biografie
Hoppener ist als Maler durch seinen Grundbesitz nachgewiesen. Er hatte von 1405 bis zur Übergabe an seinen Sohn ein Haus im mittelalterlichen Lübecker Künstlerviertel am Pferdemarkt auf dem halben Wege zwischen dem Lübecker Rathaus am Markt und dem Lübecker Dom. Er wird weiter 1426 urkundlich im Testament seines Malerkollegen Walter Iven als Testamentsvollstrecker aufgeführt. Belegt ist nach dem Lübecker Niederstadtbuch für das Jahr 1430 eine Zahlung über 50 Mark Lübisch, die der Lüneburger Ratsherr Schellepeper an ihn leistete.
Aus der guten Lage des Grundeigentums, dem Vertrauen des Amtskollegen und dem vermuteten Verkauf eines Kunstwerks in eine andere Hansestadt schlossen Kunsthistoriker auf Ansehen, Erfolg und Bedeutung als Künstler zu damaliger Zeit. Allein ein konkretes Kunstwerk konnte dem Maler nicht zugeordnet werden. Insofern sind nur Vermutungen geäußert worden. Rudolf Struck wies auf die Möglichkeit hin, das er den Reliquienschrein um die Goldene Tafel für die Lüneburger Michaeliskirche gefertigt haben könnte, der bislang dem Meister der goldenen Tafel zugeordnet wird. Weiter wird er als möglicher Meister des Jakobialtars genannt. Aufgrund der Ähnlichkeit dieses Altars zum ehemaligen gotischen Hauptaltar der Marienkirche in Lübeck wurde der Meister des Jakobialtars zum Teil als Schüler des Meisters des (ehem.) Hochaltars der Marienkirche in Lübeck oder auch als ein und dieselbe Person angesehen.

## Belege
1. ↑  Grete Dexel-Brauckmann: Lübecker Tafelmalerei in der ersten Hälfte des 15. Jahrhunderts. In: Zeitschrift für Lübeckische Geschichte. 19, Heft 1, Lübeck 1917, S. 8 f. und S. 11 f.
2. ↑  Rudolf Struck In: Zeitschrift für Lübeckische Geschichte. 13, 1911, S. 112 ff. (S. 118) vermutete Hoppener.

| Personendaten    | Personendaten     |
| ---------------- | ----------------- |
| NAME             | Hoppener, Jakob   |
| ALTERNATIVNAMEN  | Hoppener, Jakobus |
| KURZBESCHREIBUNG | Maler             |
| GEBURTSDATUM     | vor 1400          |
| STERBEDATUM      | nach 1453         |
| STERBEORT        | unsicher: Lübeck  |